# منتخب جمهورية الكونغو الديمقراطية لاتحاد الرغبي
منتخب جمهورية الكونغو الديمقراطية لاتحاد الرغبي (بالفرنسية: Équipe de la République démocratique du Congo de rugby à XV)‏ هو ممثل جمهورية الكونغو الديمقراطية الرسمي في المنافسات الدولية في اتحاد الرغبي
.